# Майи-Нель, Мари-Анн де
Мари-Анн де Майи́-Нель (фр. Marie-Anne de Mailly-Nesle); в замужестве — маркиза де Ля-Турне́ль (фр. marquise de La Tournelle), позднее во вдовстве — герцогиня Шатору́ (фр. duchesse de Châteauroux; 5 октября 1717 года, Париж — 8 декабря 1744 года, там же) — французская аристократка. Официальная фаворитка Людовика XV; пятая дочь маркиза Луи III де Майи-Нель (1689—1767) и Арманды де Ля-Порт-Мазарен (1691—1729).

## Биография
Рано потеряв мужа, маркиза Луи де Ля-Турнель (1708—1740), Мари-Анн переселилась в Версаль к своей старшей сестре, мадмуазель де Мальи, бывшей в это время фавориткой короля. На Людовика XV, которому уже успела наскучить её сестра, она сразу произвела сильное впечатление, которое быстро перешло в страстное увлечение. Сначала она мало обращала внимания на короля, так как сама была увлечена графом д’Аженуа.
Ришельё, враждебно относившийся к де Мальи, хитростью удалил графа д’Аженуа от двора, и маркиза де ла Турнелль скоро согласилась на предложение короля. Она поставила ему следующие условия: удаление от двора её сестры, 50 000 экю пенсии и узаконение могущих быть у неё детей. После смерти кардинала Флёри положение её ещё больше укрепилось, и 20 октября 1743 года она получила титул герцогини де Шатору, а 24-го была представлена королевскому двору.

### Влияние на короля
Влияние герцогини Шатору на Людовика XV было громадно. По её настоянию Франция вступила в союз с Пруссией во время войны за австрийское наследство. В 1744 году Людовик XV, желая отличиться на её глазах военными подвигами, принял на себя командование французской армией во Фландрии и Эльзасе. Шатору поехала вместе с ним. Чтобы избежать огласки, они останавливались обыкновенно не в одном, а в двух соседних домах, причем заранее в этих домах были проломаны смежные стены и устроено внутреннее сообщение. В присутствии короля было взято несколько крепостей, что доставило ему во Франции большую популярность. Когда король опасно заболел в Меце, Шатору ухаживала за ним.
Боязнь смерти заставила Людовика XV удалить от себя Шатору и принести покаяние в своей греховной жизни, однако эта немилость продолжалась недолго; король возобновил свои отношения с Шатору, как только выздоровел.

### Смерть
Её враги подверглись опале, и она должна была вернуться ко двору. На следующий день после своего торжества она внезапно заболела и через две недели скончалась. В обществе говорили, что она отравлена, но вероятно причиной смерти была гнилая горячка.
Людовик XV искренне жалел о её смерти, а владычество последующих его фавориток — Помпадур и Дюбарри — заставило жалеть о преждевременной смерти Шатору французское общество.